# Laure Blanc-Féraud
Pour les articles homonymes, voir Blanc (homonymie) et Féraud.
Laure Blanc-Féraud (née le 27 août 1963) est une mathématicienne appliquée et chercheuse en traitement numérique de l’image française, spécialisée dans l'imagerie biomédicale en trois dimensions. Elle est directrice de recherche au Centre national de la recherche scientifique (CNRS), affiliée au Laboratoire d'Informatique, Signaux et Systèmes de l'université Côte d'Azur.

## Formation et carrière
Après des études à l'université Paris-Dauphine, elle soutient sa thèse de doctorat en 1989 à l'université Nice-Sophia-Antipolis. Elle y obtient son habilitation en 2000.
De 1989 à 1990 elle travaille dans l'industrie sur un sonar, puis devient chercheuse au CNRS en 1990.

## Prix et distinctions
Laure Blanc-Féraud est nommée chevalière de l'Ordre national du Mérite en 2011 et de la Légion d'honneur en 2015.
Elle reçoit le prix Michel-Monpetit de l'Académie française des sciences en 2013. Elle est nommée titulaire de la chaire de l'Institut national interdisciplinaire d'intelligence artificielle (3IA) en 2019.
En 2022, elle est nommée IEEE Fellow « pour ses contributions aux problèmes inverses en traitement d'image »,.
En 2023, elle reçoit la médaille d'argent du CNRS.
En 2024, elle est nommée officier de l'Ordre national du Mérite 